# Funivia Malcesine-Monte Baldo
La funivia Malcesine-Monte Baldo è una funivia costruita in Italia nel 1962 (e poi interamente ricostruita nel 2002), che collega Malcesine, in provincia di Verona, al Monte Baldo.

## Descrizione
Ha la stazione di valle nell'abitato di Malcesine, sul Lago di Garda e l'arrivo al Passo Tratto Spino sul Monte Baldo. La ditta costruttrice è la Hölzl di Lana.
Il tracciato è diviso in due tratti: il primo dalla sponda lacustre (130 m) al quartiere San Michele di Malcesine, questo tratto, dotato di due cabine da 45 persone l'una più il conducente e prive di moto girevole.
Il secondo tratto (Malcesine - Passo Tratto Spino) viene utilizzato sia in estate che in inverno per servire le piste da sci del passo e possiede due cabine girevoli, in grado di compiere una rivoluzione di 360°, dalla capacità di 80 persone l'una più il conducente.
Sotto alla stazione a valle è stato creato un parcheggio coperto da 180 posti auto, dal quale con ascensori, collegati anche con il terminal bus, si sale alla stazione.
L'impianto è diviso in due tronchi: 
- il primo (sezione inferiore), Malcesine - S. Michele è lungo 1512 m e supera un dislivello di 463 m;
- il secondo (sezione superiore), da S. Michele al Monte Baldo, è lungo 2813 m e supera un dislivello di 1187 m

La portata è di circa 600 persone/ora con cabine da 45 nel primo tratto e 80 posti nel secondo.

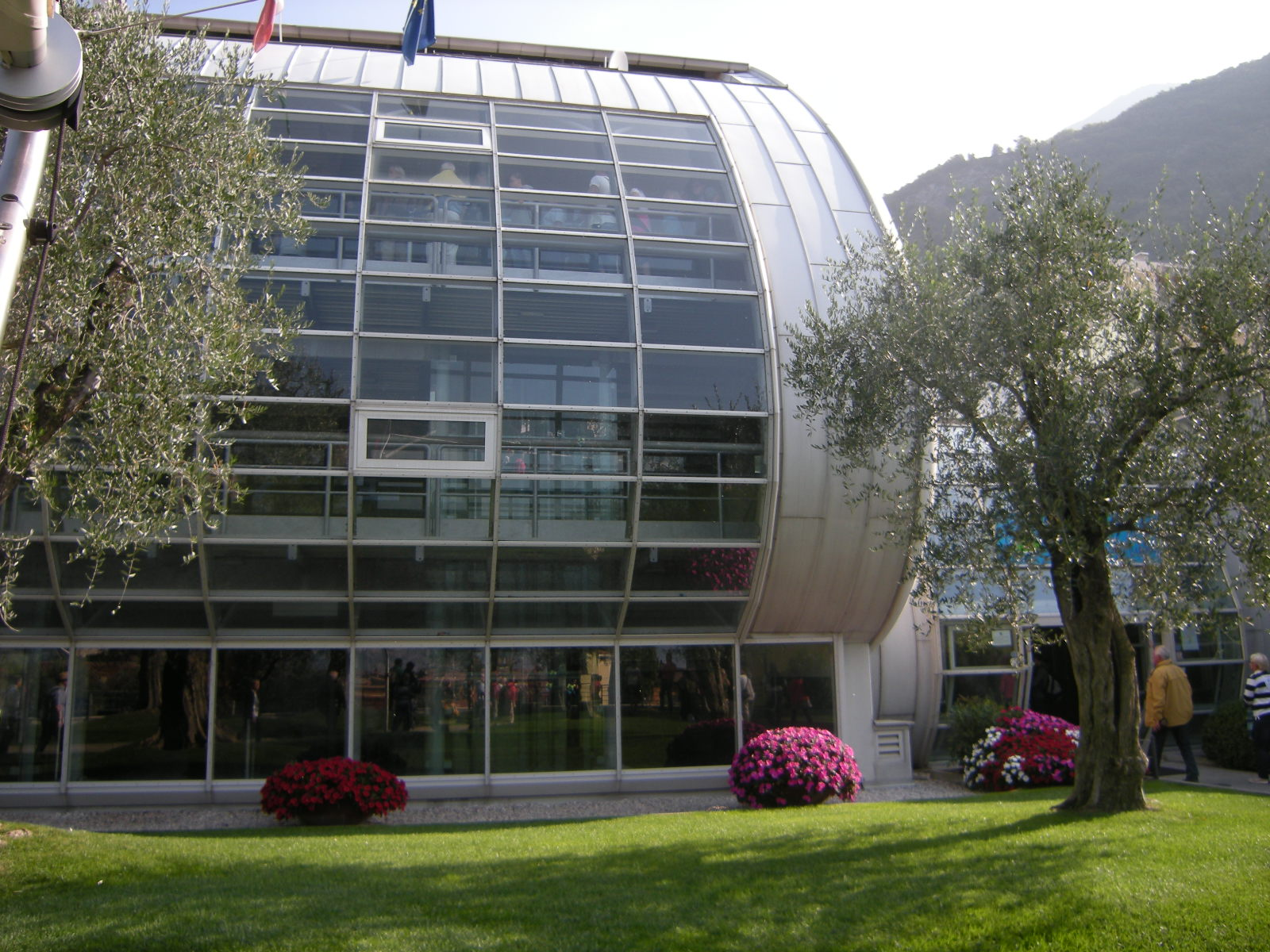
Stazione di servizio Malcesine
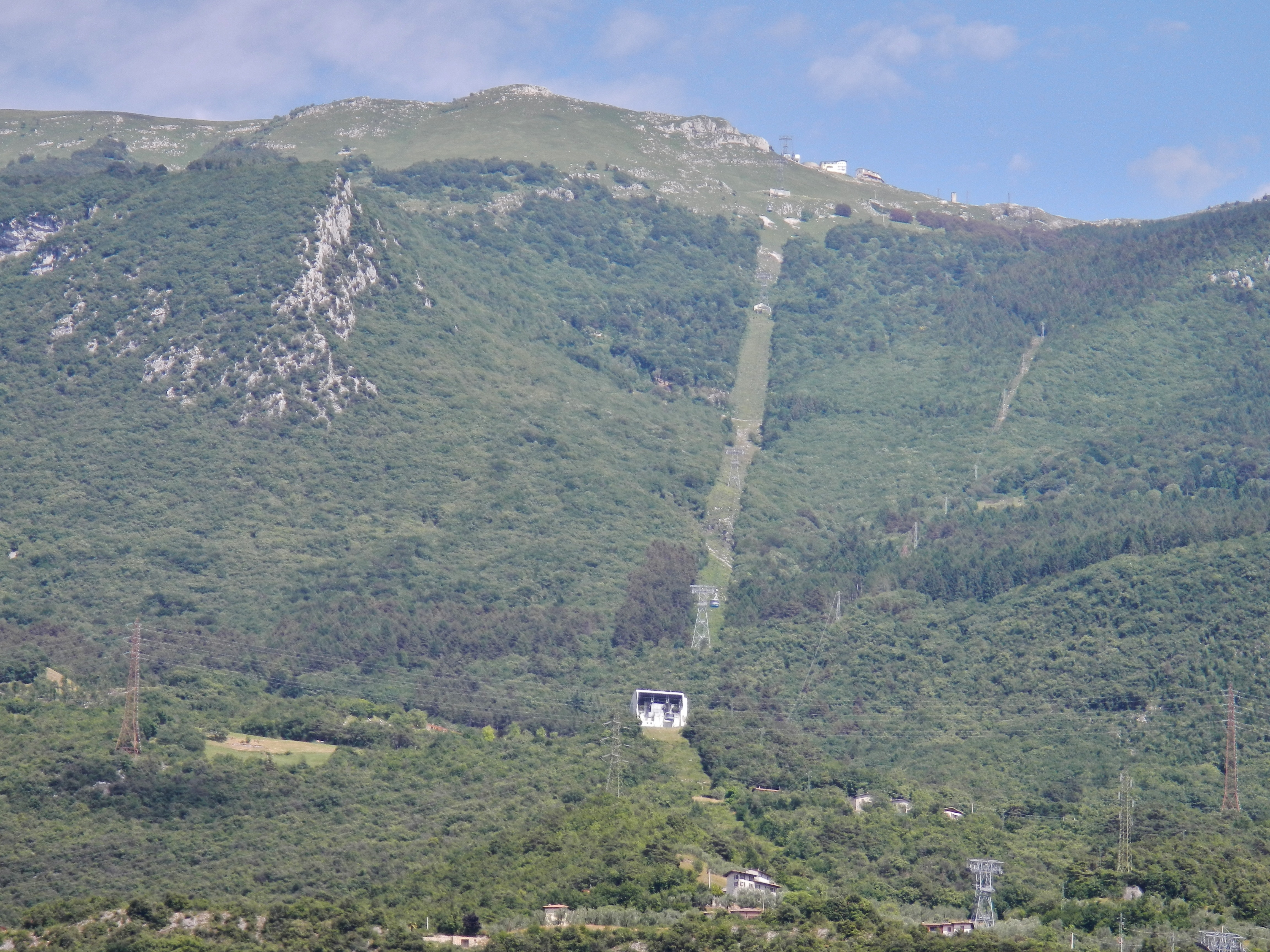
Funivia Malcesine-Monte Baldo
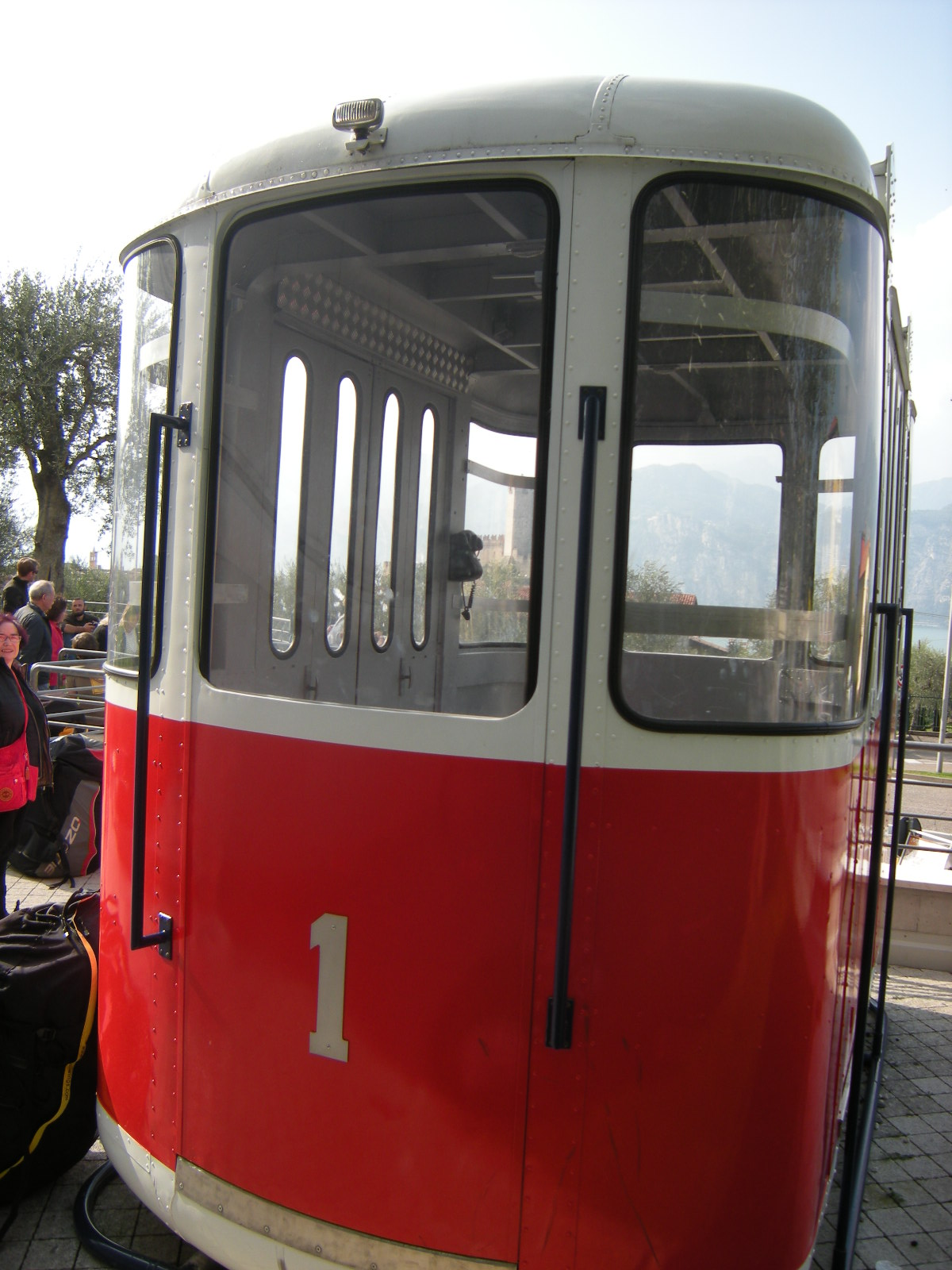
vecchia funivia (1962)
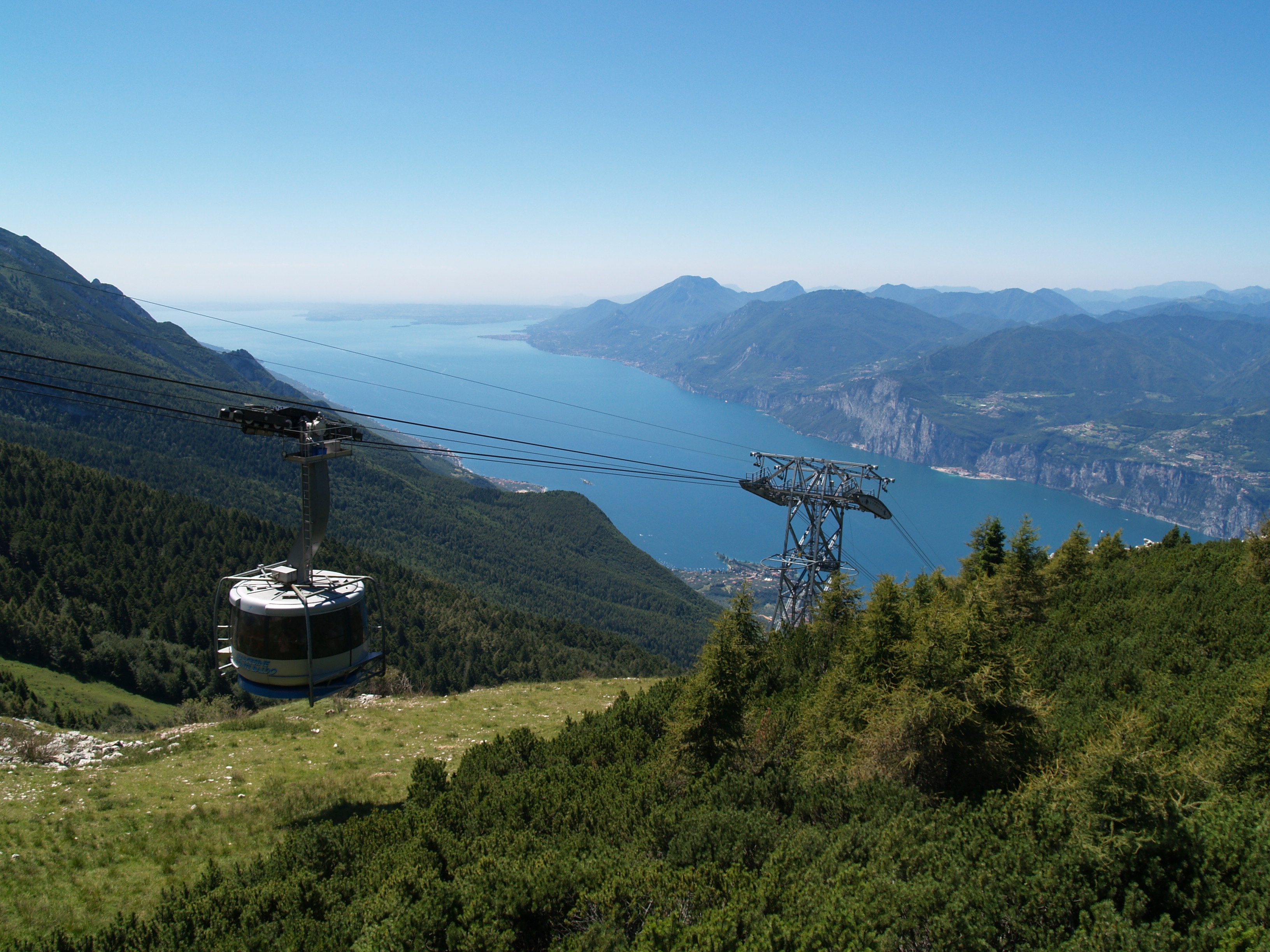
sezione superiore
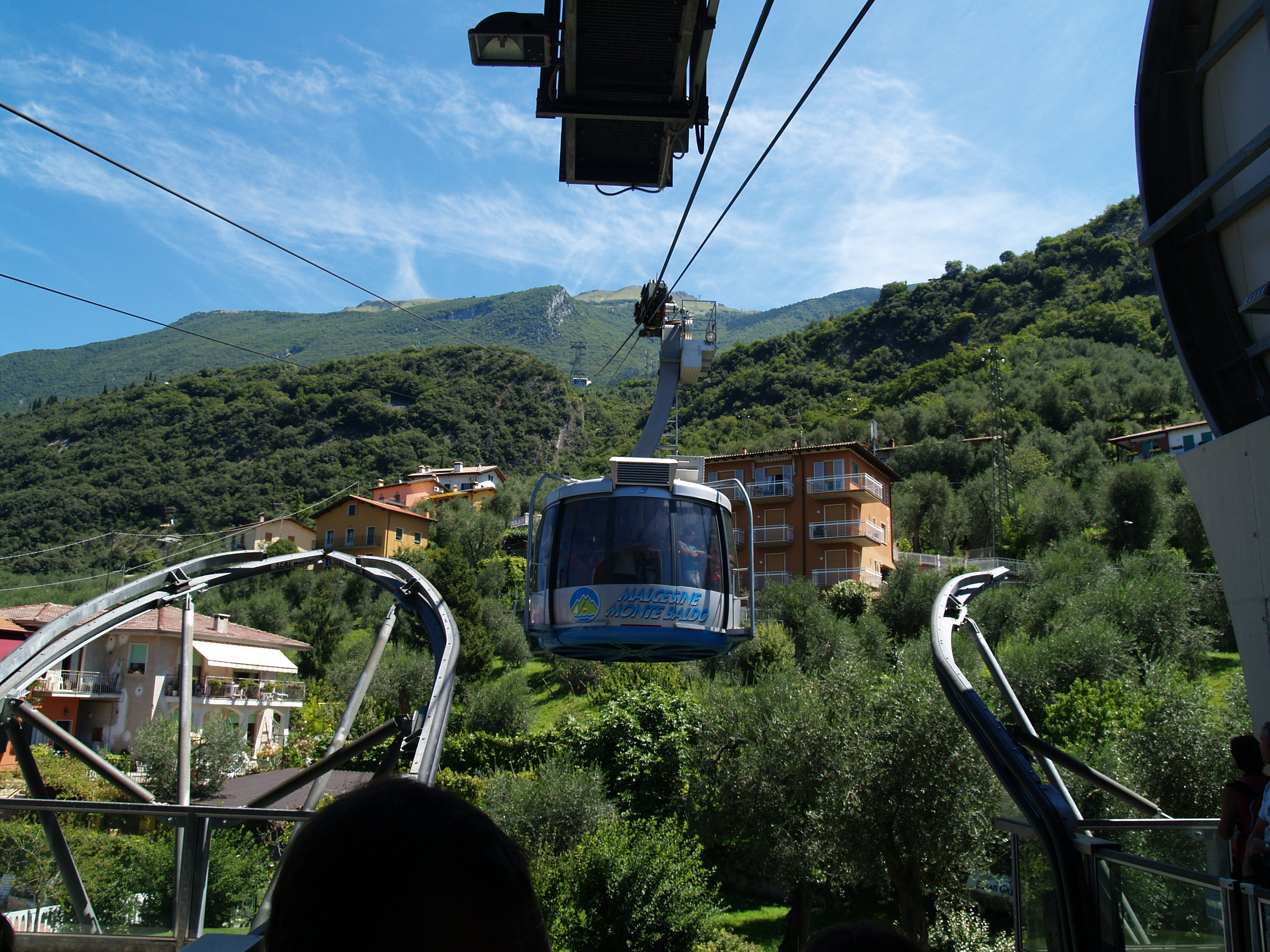
sezione inferiore
- Cavalcare con la Funivia Malcesine - sezione inferiore 1, 4x accelera
- Cavalcare con la Funivia Malcesine - sezione superiore 2, 4x accelera